# 테라다 코코로
테라다 코코로(일본어: 寺田 心 てらだ こころ[*], 2008년 6월 10일 ~ )는 일본의 남성 아역배우. 아이치현 나고야시 출신. 아시다 마나를 동경해 3세부터 연예 활동을 시작했다.